# Paternostertræ-familien
Paternostertræ-familien (Meliaceae) kan kendes på deres spiralstillede, sammensatte blade. Småbladene er modsatte og skrøbeligt tynde. Barken har ofte en meget karakteristisk lugt – sødt , som hvidløg osv. – og mælkeagtige udflåd ses ofte. De fleste af arterne er tropiske, og her nævnes kun de slægter, som har interesse i Danmark.
| Slægter |

- Asiatisk Mahogni (Toona)
- Mahogni (Swietenia)
- Paternostertræ-slægten (Melia)

Toona sinensis kan ses i Københavns Botanisk Have, Hørsholm Arboret og Forstbotanisk Have i Charlottenlund.